# Sidney (miasto)
Sidney – miasto w Stanach Zjednoczonych, w stanie Nowy Jork, w hrabstwie Delaware.